# 三重駅 (新北市)
三重駅（さんじゅうえき）は、台湾新北市三重区にある、台北捷運と桃園機場捷運（桃園捷運機場線）の駅。
当初台湾語の車内放送において、「三重」を台湾語発音で案内していたが、地元民（特に台湾語を日常的に使う高齢者）から分かりづらいという指摘を受け、台湾語の発音が「三重埔」（Sann-tîng-poo / Saⁿ-tēng-po·）に変更された。

## 利用可能な鉄道路線
台北捷運
 中和新蘆線 - 駅番号は「O15」
桃園捷運
機場捷運（機場線） - 駅番号は「A2」
両線ともに悠遊卡(Easycard)、一卡通(iPASS)、愛金卡(icash2.0)が使用可能。

## 歴史

### 台北MRT
- 2012年1月5日 - 新荘線伸延開業[2]。

### 桃園MRT
- 2017年
  - 2月2日 - 桃園機場捷運（桃園捷運機場線）暫定開業（当駅での入出場は扱わない）[3]。
  - 2月16日 - （桃園捷運）当駅での整理券方式による無料体験試乗を開始（日中8-16時のみで、利用客数は1日の上限がある）[3]。
  - 3月2日 - （桃園捷運）正式開業（4月1日までの1ヶ月は半額）[3]。

## 駅構造

### 台北捷運
地下2階にホーム長221.4メートル、幅21.55メートルの島式ホーム1面2線を有する地下駅:頁97-98。ホーム上には開業時からフルスクリーンタイプのホームドアが設置されている。出口は3つある:頁97-98。

#### のりば

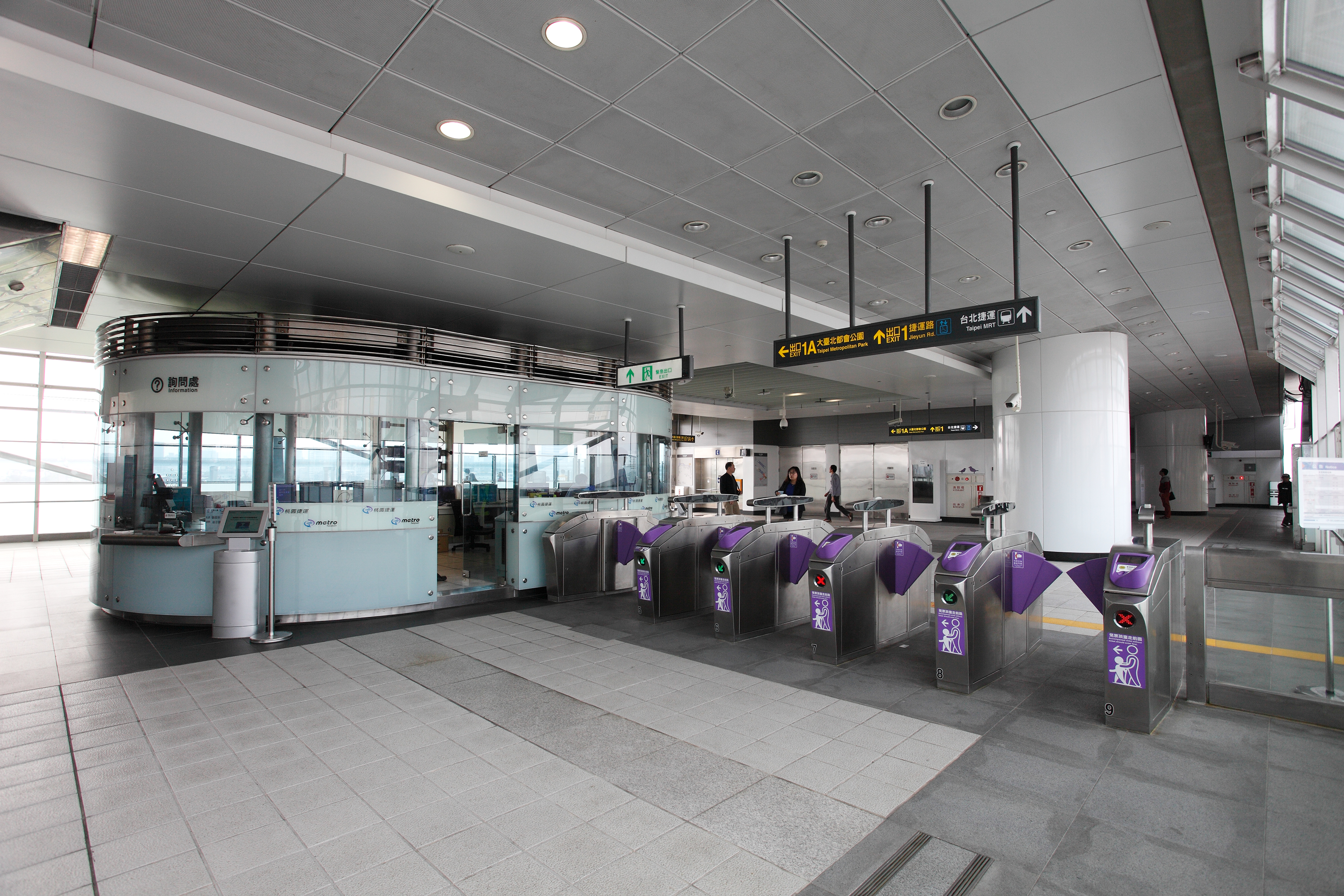
改札口
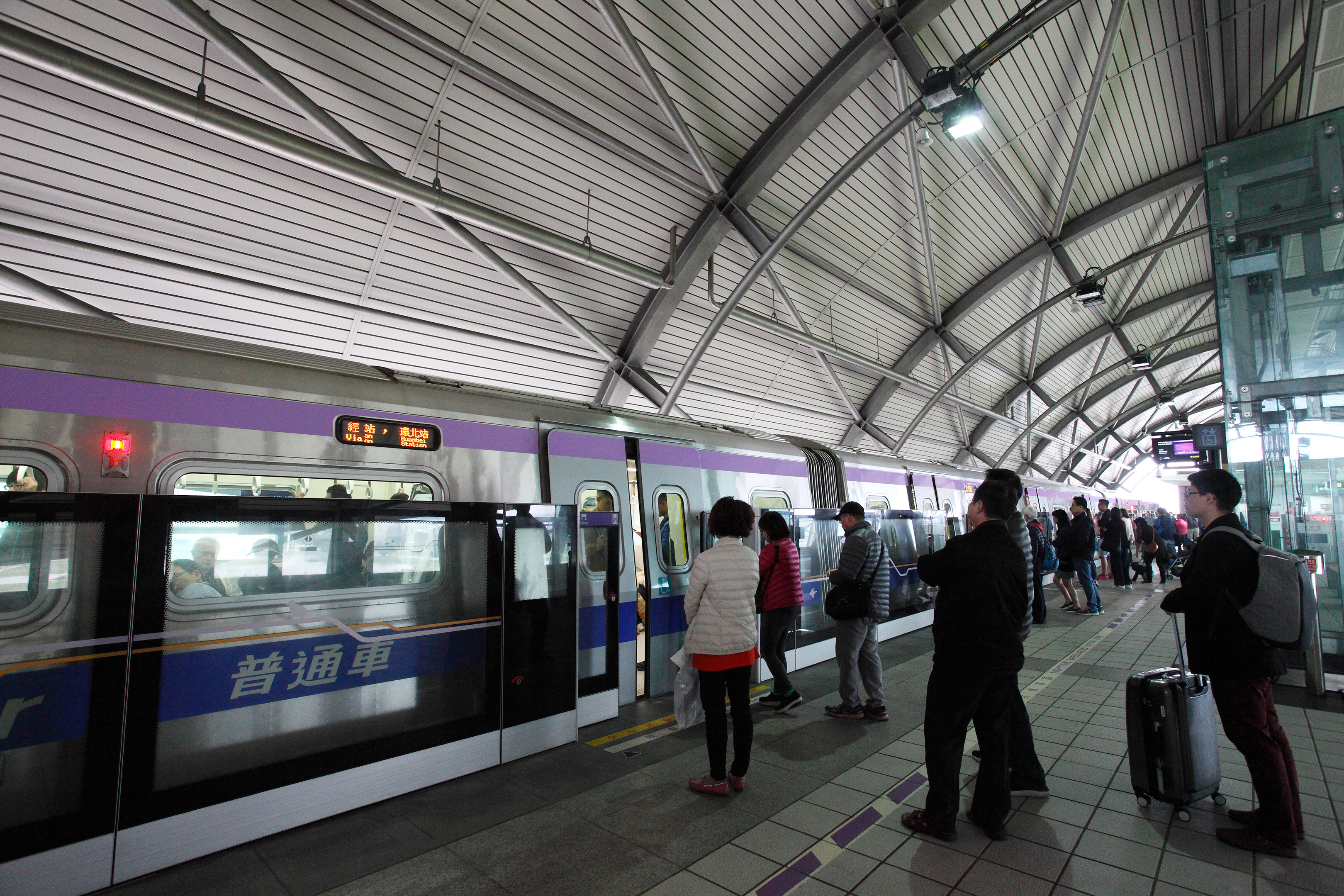
ホーム

| 1 |  | 中和新蘆線（上り） | 迴龍方面   |
| 2 |  | 中和新蘆線（下り） | 南勢角方面 |

#### 駅出口
出口1は駅の北側、出口2・3は駅の南側にある。
- 出口1：疏洪東路一段 、機場線連絡
- 出口2：重新路四段
- 出口3：捷運路

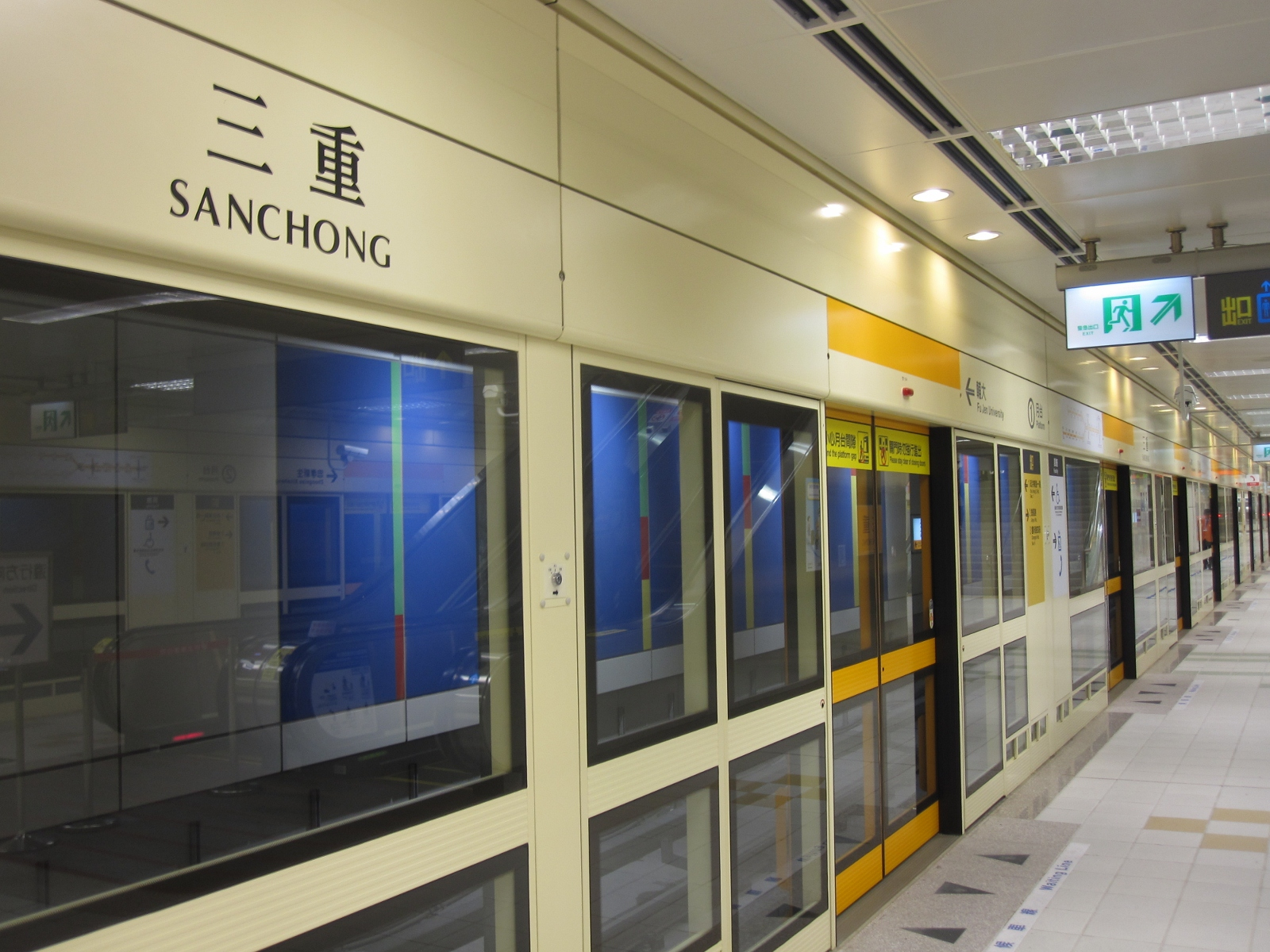
1番線

### 桃園捷運
ホーム長約120メートル、幅約19メートルの島式ホーム1面2線を有する高架駅。東側出口は中和新蘆線と連絡している。開業時点での駅構内の案内表示は「往台北」「往中壢（環北を指す）」「往機場（空港を指す）」であり、実際の利用時は注意が必要。

#### のりば
| 1 |  | 桃園機場捷運（下り） | 桃園機場(T1・T2)・高鉄桃園站・環北方面 |
| 2 |  | 桃園機場捷運（上り） | 台北車站方面                           |

- 改札口
- ホーム

## 利用状況
近年の一日平均乗車・乗降人員推移は下記の通り。2017年以降は桃園機場捷運開業の影響で台北捷運側も急増している。
| 年   | 台北捷運  | 台北捷運  | 台北捷運  | 台北捷運 | 台北捷運 | 台北捷運 | 桃園捷運  | 桃園捷運  | 桃園捷運  | 桃園捷運 | 桃園捷運 | 桃園捷運 |
| 年   | 年間      | 年間      | 年間      | 年間     | 1日平均  | 1日平均  | 年間      | 年間      | 年間      | 年間     | 1日平均  | 1日平均  |
| 年   | 乗車      | 降車      | 乗降計    | 出典     | 乗車     | 乗降計   | 乗車      | 降車      | 乗降計    | 出典     | 乗車     | 乗降計   |
| ---- | --------- | --------- | --------- | -------- | -------- | -------- | --------- | --------- | --------- | -------- | -------- | -------- |
| 2012 | 905,235   | 904,469   | 1,809,704 | [ 7 ]    | 2,501    | 4,999    | 未開業    | 未開業    | 未開業    | 未開業   | 未開業   | 未開業   |
| 2013 | 1,115,829 | 1,085,515 | 2,201,344 | [ 7 ]    | 3,057    | 6,031    | 未開業    | 未開業    | 未開業    | 未開業   | 未開業   | 未開業   |
| 2014 | 1,274,315 | 1,228,284 | 2,502,599 | [ 7 ]    | 3,491    | 6,856    | 未開業    | 未開業    | 未開業    | 未開業   | 未開業   | 未開業   |
| 2015 | 1,451,725 | 1,432,600 | 2,884,325 | [ 7 ]    | 3,977    | 7,902    | 未開業    | 未開業    | 未開業    | 未開業   | 未開業   | 未開業   |
| 2016 | 1,597,865 | 1,595,068 | 3,192,933 | [ 7 ]    | 4,366    | 8,724    | 未開業    | 未開業    | 未開業    | 未開業   | 未開業   | 未開業   |
| 2017 | 2,074,114 | 2,086,714 | 4,160,828 | [ 7 ]    | 5,683    | 11,400   | 688,000   | 728,000   | 1,416,000 | [ 8 ]    | 2,256    | 4,643    |
| 2018 | 2,247,030 | 2,267,391 | 4,514,421 | [ 7 ]    | 6,156    | 12,368   | 870,000   | 899,000   | 1,769,000 | [ 9 ]    | 2,384    | 4,847    |
| 2019 | 2,533,464 | 2,545,414 | 5,078,878 | [ 7 ]    | 6,941    | 13,915   | 1,114,000 | 1,146,000 | 2,260,000 | [ 10 ]   | 3,052    | 6,192    |
| 2020 | 2,228,911 | 2,248,041 | 4,476,952 | [ 7 ]    | 6,090    | 12,232   | 889,000   | 893,000   | 1,782,000 | [ 11 ]   | 2,429    | 4,869    |
| 2021 | 1,766,897 | 1,788,857 | 3,555,754 | [ 7 ]    | 4,841    | 9,742    | 682,000   | 685,000   | 1,367,000 | [ 12 ]   | 1,868    | 3,745    |

## 駅周辺
| | |
| - 二重疏洪道 - 大臺北都會公園 - 新北市三重区集美国民小学 - 新北市立三重高級中学 - 新北環快（新北大橋） - 重新大橋 - 中興大橋 | - 三重捷興宮 - 三重竹頭公 - 三重国民運動中心 - YouBike（新北市公共自行車租賃系統） - 捷運三重サービスセンター(捷運三重服務中心) - 捷運三重駅(3号出口) - 玫瑰公園暨附設停車場 - 三重社教館 - 星光夜市 |

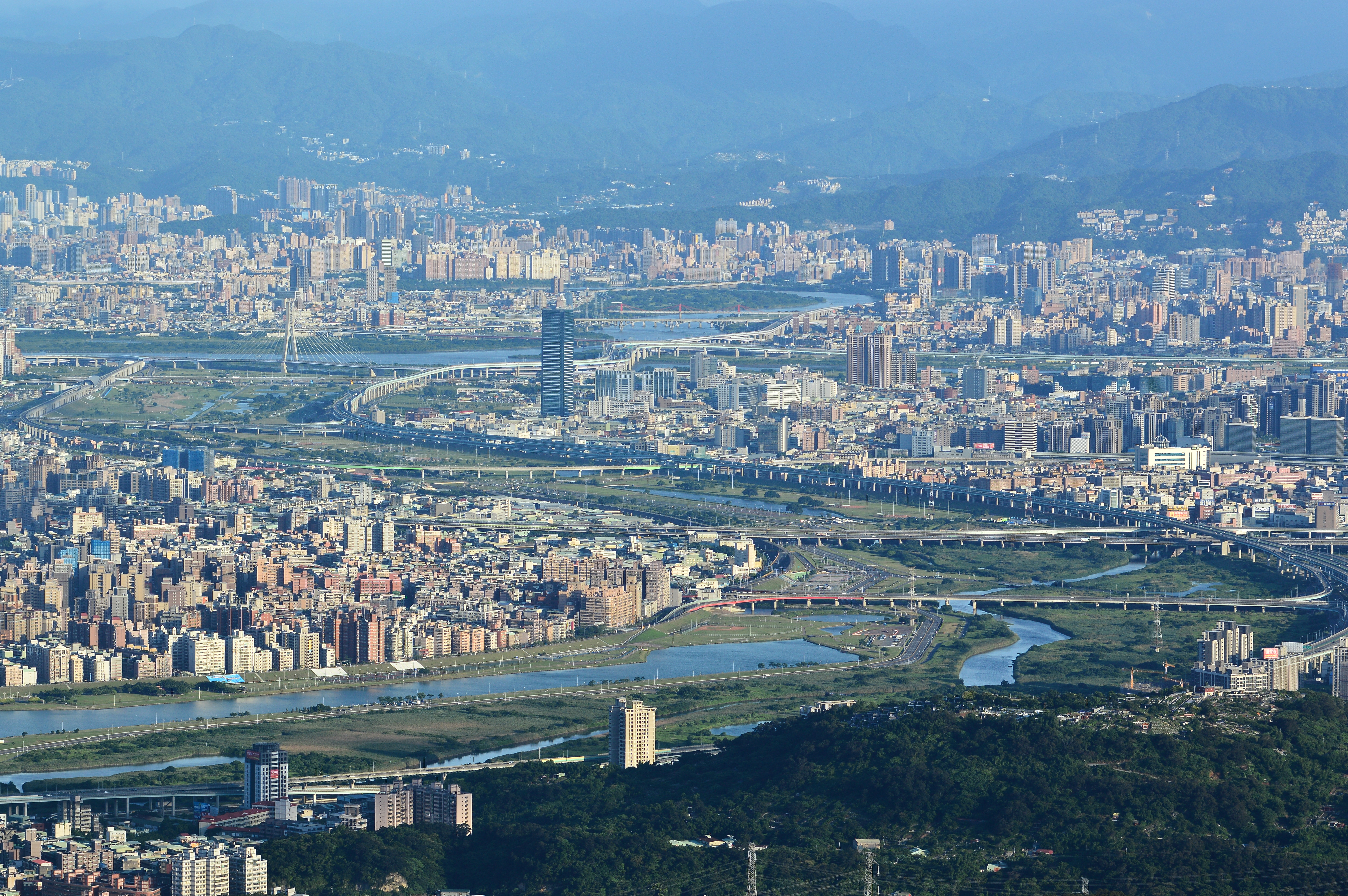
二重疏流道
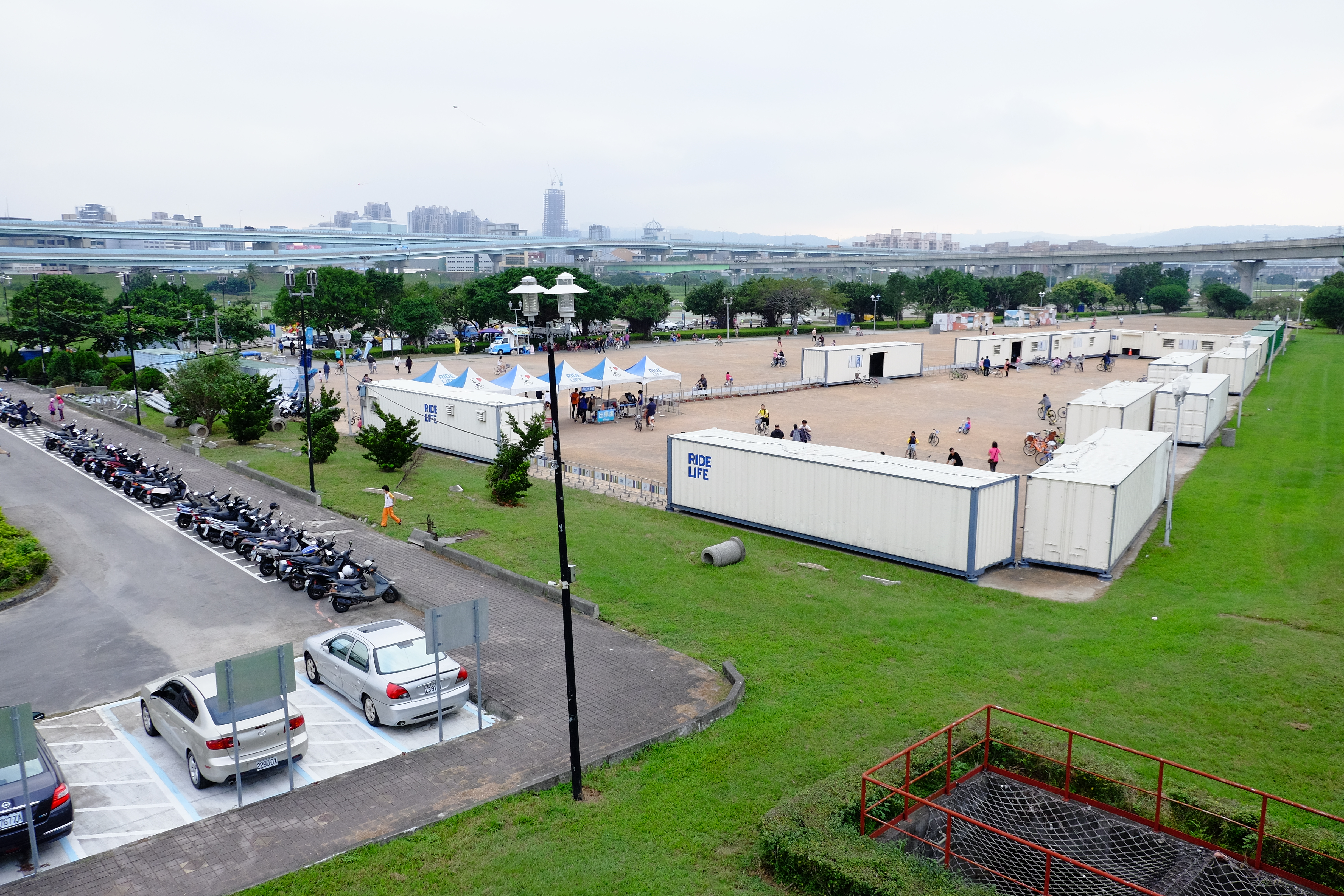
台北大都会公園
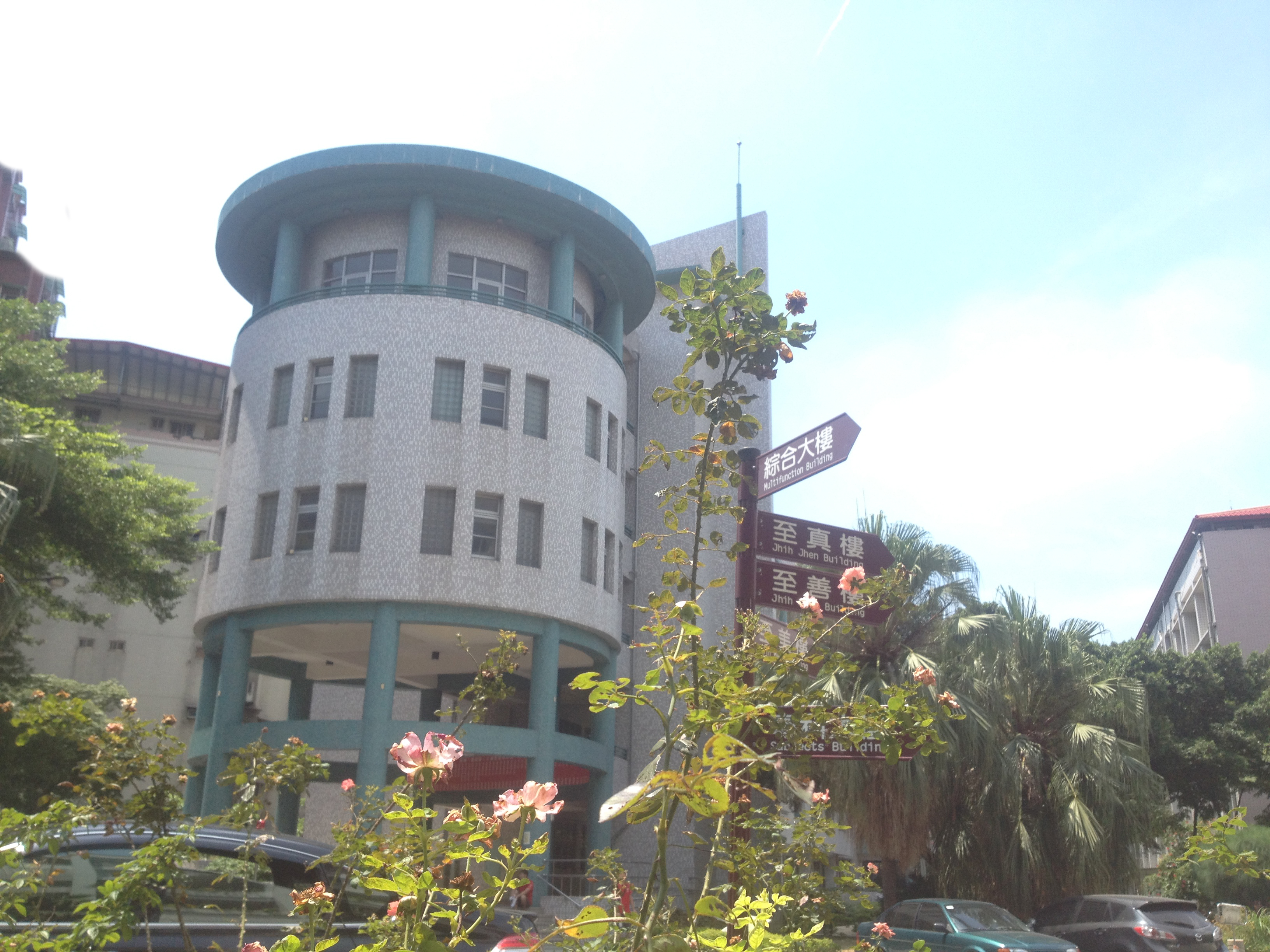
三重高中
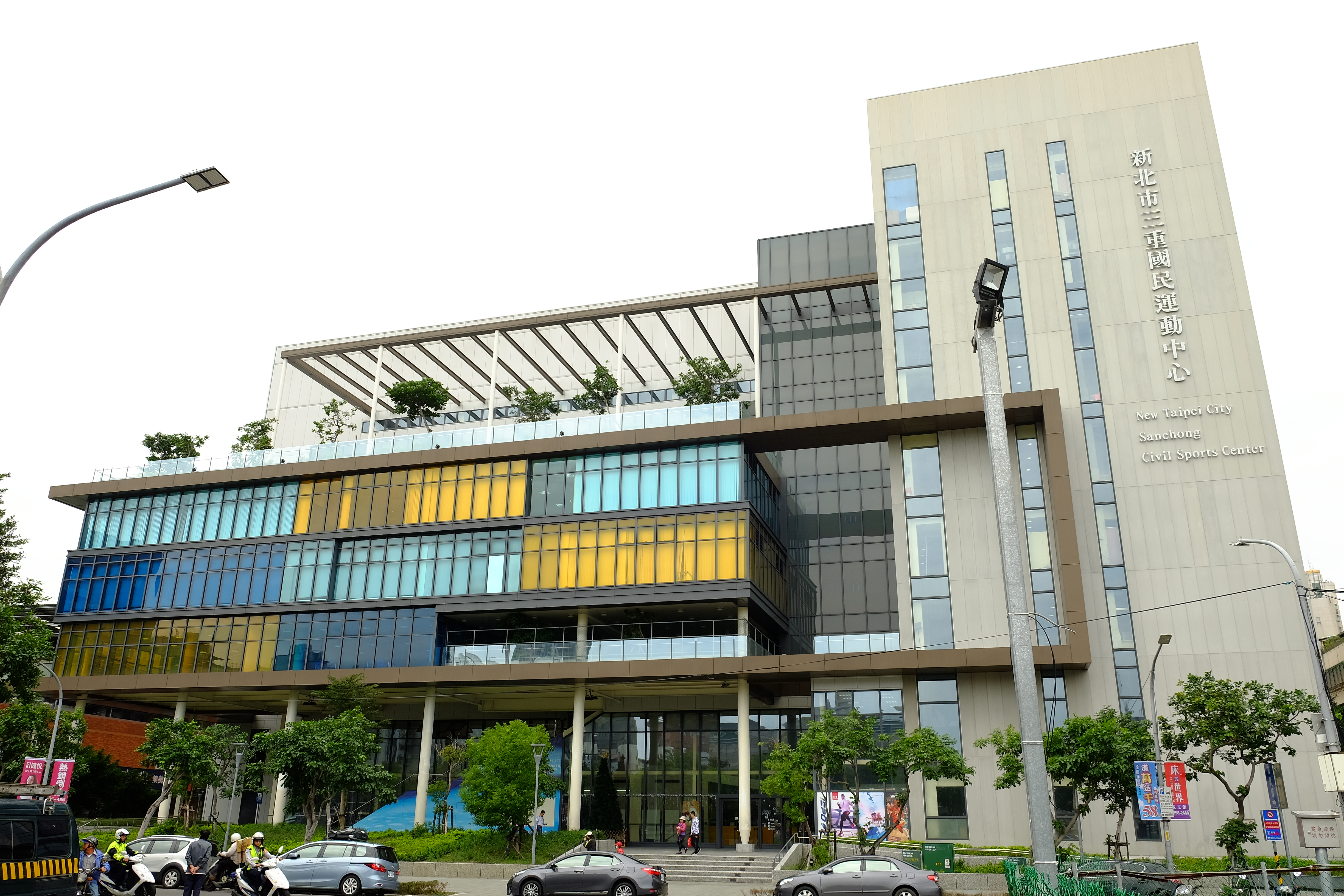
国民運動中心
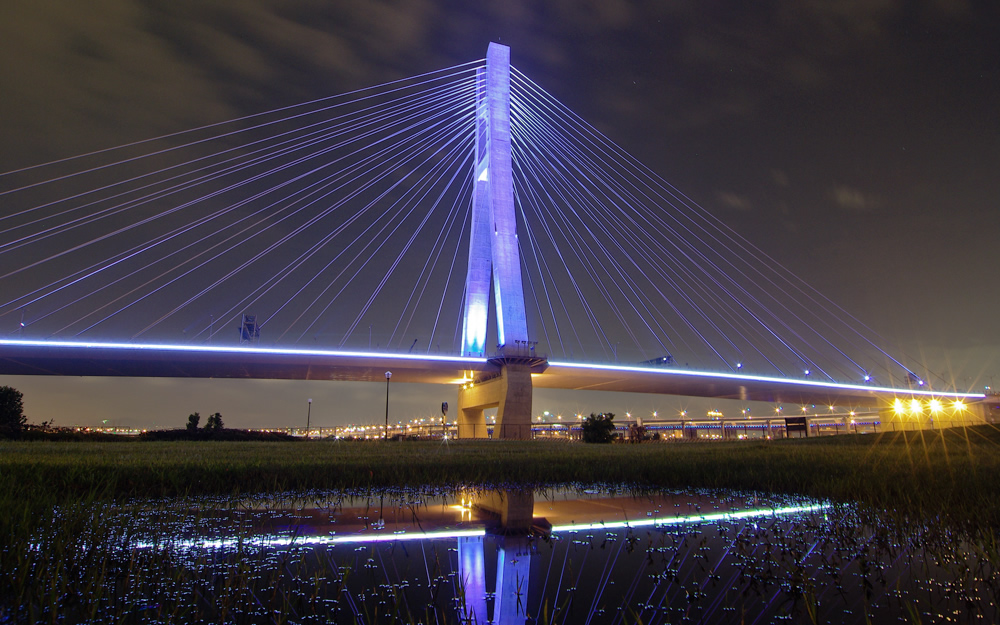
新北大橋（夜景）
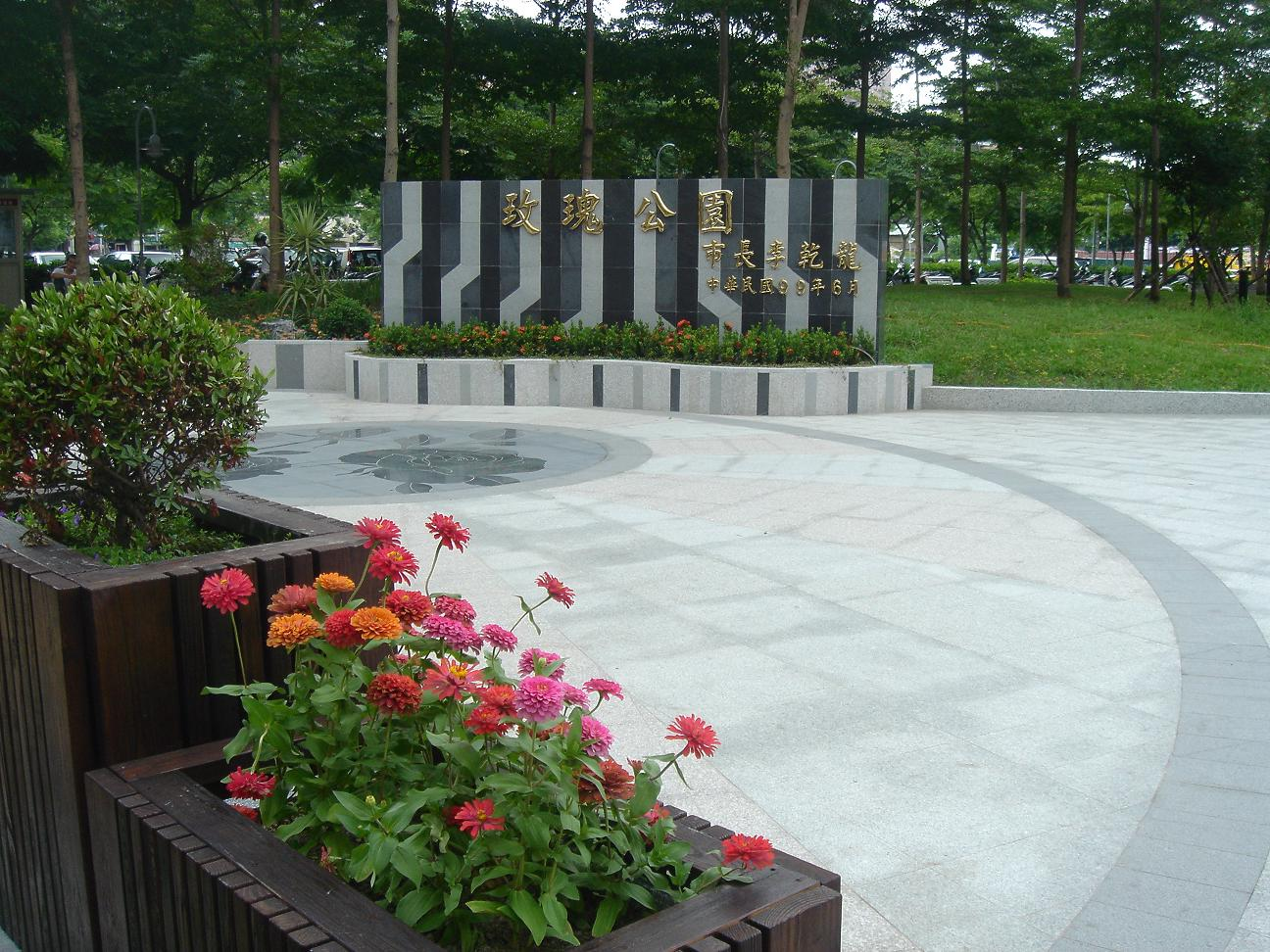
玫瑰公園

## バス路線
バス停は《捷運三重駅》と《重陽路口》の2つある。
| 路線 | 運行事業者 | 区間                             | 脚注                                                      |
| ---- | ---------- | -------------------------------- | --------------------------------------------------------- |
| 62   | 首都客運   | 三重 - 東園                      | 新北市轄バスに属する 捷運三重駅バス停に停車               |
| 232  | 三重客運   | 蘆洲 - 松山車站                  | 忠孝橋経由 重陽路口バス停に停車                           |
| 264  | 台北客運   | 捷運蘆洲駅 - 板橋                | 新北市轄バスに属する 捷運三重駅バス停に停車               |
| 621  | 首都客運   | 二重 - 捷運永春駅                | 重陽路口バス停に停車                                      |
| 640  | 三重客運   | 五股 - 捷運台大医院駅            | 新北市轄バスに属する 捷運三重駅バス停に停車               |
| 986  | 三重客運   | 蘆洲 - 捷運徐匯中学駅 - 桃園機場 | 新北市轄バスに属する 捷運三重駅バス停に停車 2019年4月廃止 |

## 隣の駅
台北捷運
中和新蘆線
先嗇宮駅 O16 - 三重駅 O15 - 菜寮駅 O14
桃園捷運
機場線
■普通車
台北車站駅 A1 - 三重駅 A2 - 新北産業園区駅 A3